# Bhatramarenahalli, Devanahalli
Bhatramarenahalli là một làng thuộc tehsil Devanahalli, huyện Bangalore Rural, bang Karnataka, Ấn Độ.